# Кокутай
Кокутай (яп. 國體, «Тело нации», современными иероглифами — 国体) — идеологический конструкт, комплекс идей, слагающих национальную идентичность японцев. Его зарождение относится к периоду Эдо, когда философ Аидзава Сэйсисай сформулировал основную идею кокутая как некие неразрывные связи между японским императором и его подданными, каковые связи, по мнению философа, и составляли «тело нации». Позднее понятие «кокутай» стало распространяться на всё, что японцы считали уникальными чертами своей нации, как то: религия (синтоизм), государственное устройство, воинский дух (бусидо) и т. п. В период Сёва, когда в стране активизировались резко правые милитаристские и парафашистские силы, кокутай стал использоваться государственной пропагандой, утверждавшей одновременно глубочайшие отличия японцев от всех других наций и японское превосходство над ними. После поражения Японии во Второй мировой войне популярность кокутая как инструмента государственной пропаганды значительно уменьшилась.